# Mônica Alves
Mônica Hickmann Alves (Porto Alegre, 21 de abril de 1987) é uma futebolista profissional brasileira que atua como zagueira.[carece de fontes?] É atleta da Seleção Brasileira de Futebol Feminino e atualmente joga no Madrid CFF, após rescindir em comum acordo com o Corinthians.
Em dezembro de 2015, Monica foi a primeira jogadora brasileira a atuar pelo Orlando Pride dos Estados Unidos, clube no qual a atacante Marta joga atualmente, e também foi a primeira brasileira no Adelaide United da Austrália.

## Carreira
Mônica faz parte do atual elenco da Seleção Brasileira de Futebol Feminino.
Em 2004, a zagueira fez parte do primeiro elenco existente da Seleção Sub-20 Feminina, quando tinha apenas 17 anos. Disputou o Sul-Americano da categoria, no Chile em 2006, e foi campeã. Também participou do Mundial da Rússia e foi bronze.
A primeira convocação para a Principal ocorreu em 2006, pelo então treinador Jorge Barcellos. Em 2009, foi chamada pela segunda vez, pelo técnico Kleiton Lima.
Alguns anos depois, em 2014, voltou a servir o Brasil, dessa vez sob o comando do técnico Vadão, e esteve presente na lista desde então. Fez a reestreia com a Amarelinha no dia 11 de junho do mesmo ano, contra a França.
Participou da Copa América Feminina de 2014, disputada no Equador, ao qual a Seleção Brasileira conquistou o sexto título na competição.
Esteve em campo nas Olimpíadas de 2016, e, inclusive, marcou o primeiro gol do Brasil nos Jogos Olímpicos, na partida inaugural contra a China, em vitória por 3 a 0.
Na Copa América Feminina de 2018, quando o Brasil tornou-se heptacampeão, Mônica marcou quatro gols (1 contra a Venezuela, 1 contra o Chile e 2 contra a Colômbia).
Orlando Pride (EUA)
Monica fez história ao se tornar a primeira brasileira a jogar pelo Orlando Pride, quando assinou o contrato com o clube americano no dia 8 de dezembro de 2015.
Na temporada de 2016, a zagueira disputou 16 partidas, com 1376 minutos jogados.
Em 2017, Monica participou de 19 jogos pelo Orlando Pride, totalizando 1284 minutos em campo.
Já em 2018, a dona da camisa 21 jogou 17 partidas pelo clube, totalizando 1400 minutos nos gramados.
Ao longo do período de contrato com o Orlando Pride, Monica foi emprestada ao Adelaide United e Atlético de Madrid.
Adelaide United (Austrália)
Em 2016, foi emprestada ao Adelaide United e também ficou marcada como a primeira brasileira a defender uma equipe australiana.
Atlético de Madrid (Espanha)
Em 2017, foi contratada pelo Atlético de Madrid como reforço ao elenco. Neste atuou com mais duas brasileiras: Ludmila da Silva e Jucinara Soares.
Corinthians
No dia 23 de abril de 2019, dia de São Jorge, a zagueira Mônica anunciou contrato com o clube paulista.

## Títulos
Seleção Brasileira
- Campeonato Sul-Americano de Futebol Feminino Sub-20: 2006
- Copa do Mundo Sub-20: Medalha de Bronze (Rússia 2006)
- Copa América Feminina: 2014
- Torneio Internacional de Brasília: 2014
- Jogos Pan Americanos: Medalha de Ouro (Toronto 2015)
- Torneio Internacional de Natal: 2015
- Torneio Internacional de Manaus: 2016
- Copa América Feminina: 2018